# 脱獄

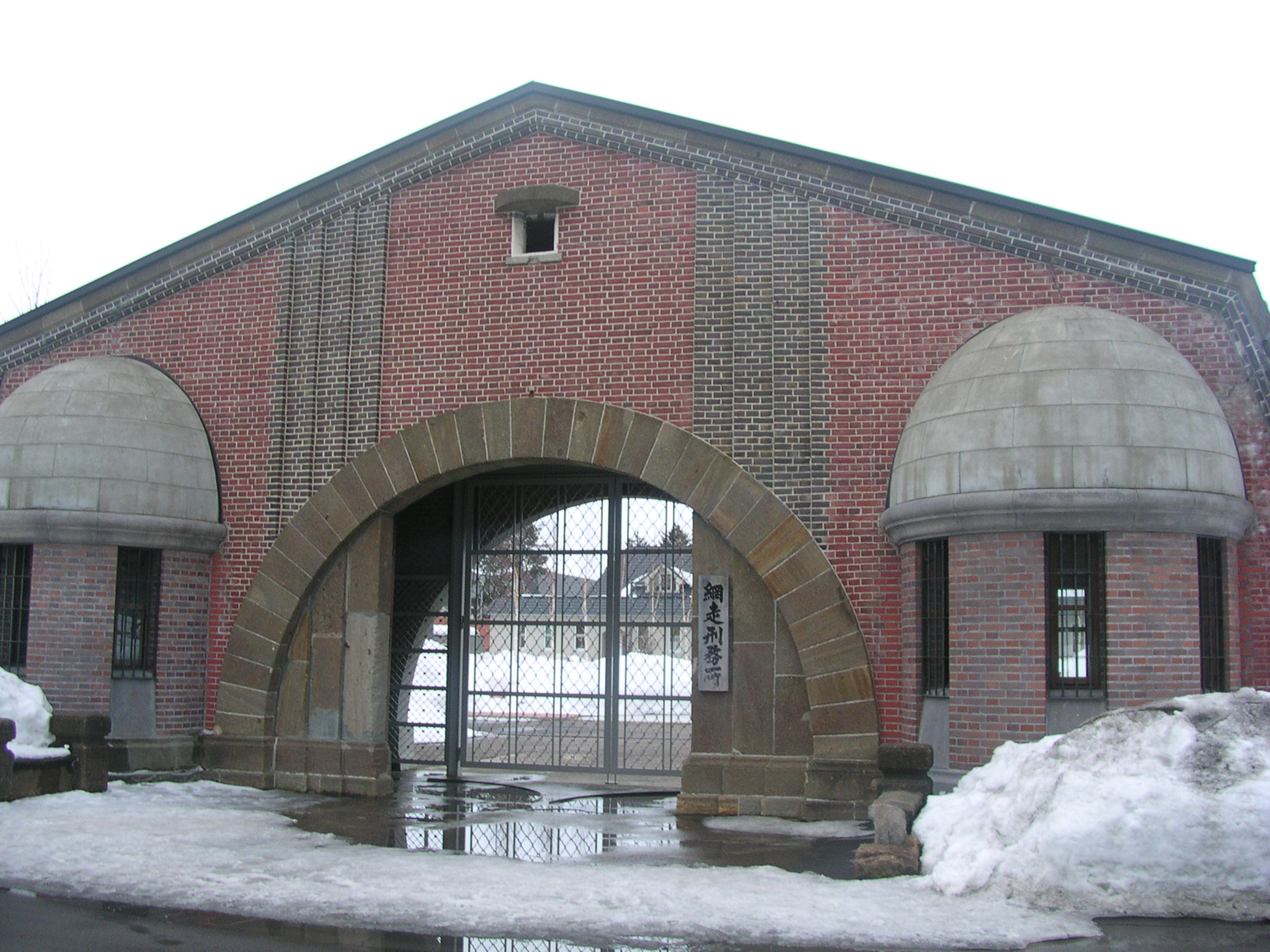
日本一脱獄が困難な刑務所と言われた網走刑務所

脱獄（だつごく）は、収監されている刑務所や拘置所など刑事施設から脱走する行為である。牢破りとも呼ばれる。日本の法律上は逃走という。

## 概説
刑事施設の中では著しく権利が制限されるため、施設の外に脱出することによる自由を得るために行う。また死刑判決を受けた死刑囚が生命の危険を感じて逃走するケースもある。
逃走する方法としては、施設の破壊、職員の汚職や内部の協力者によるもの、外部の助けを借りて、火事や地震など災害の混乱に乗じて、様々な方法で脱出が行われる。これらに対して、刑事施設側も消防施設、センサーや監視カメラの拡充を行い、アメリカ合衆国やオーストラリアなどでは条件付きで射撃規則を設け、周りに人里がないような流刑地や高度警戒刑務所に移送する対策をしている。
日本、ナミビアなどでは脱獄は権力執行を揺るがす事態であるため、政府は逮捕勾留されている者が刑事施設から脱出する行為に対して、逃走の罪としている。
一方、オランダ、スウェーデン、ベルギーやメキシコ、ドイツ、オーストリア、スイスなど、いくつかの国家では、罰から逃げようとするのは人間の本能であるから、脱獄は合法とされている。しかし、これら脱獄が合法である国家でも、脱獄を支援するのは罰せられる。
平成で日本における脱獄の事例は、1989年10月16日に強盗強姦罪等で熊本刑務所に服役していた受刑者が逃走し、1年後に逮捕された例や、2012年1月11日に殺人未遂等で広島刑務所に服役していた中国人受刑者が逃走し、2日後に逮捕された例（広島刑務所中国人受刑者脱獄事件）がある。

## 対策
逃げられないような地形、高い二重フェンスなどの施設構造、監視カメラ・センサー類の機械警備、複数人の警備員による警備。

## 日本の刑務所（1921年以前は監獄）における脱獄人数推移（1882年以降）

### 明治・大正時代
| 年   | 脱獄人数 | 備考 |
| ---- | -------- | --- |
| 1882 | 1,397    | 西川寅吉、三重監獄に投獄。その後、脱獄。 渡邊魁、前年に脱獄し、大分始審裁判所竹田治安裁判所詰の雇員に採用される。 |
| 1883 | 1,410    | 1882年以降最多の刑務所脱獄人数。その内の200人は3月の二日市監獄署（岡山県）で起きた集団脱獄事件であり、脱獄の際に受刑者が放火し、獄舎1棟が全焼している。 |
| 1884 | 992      | |
| 1885 | 1,001    | 西川寅吉、2度目の脱獄。その後捕まり、小菅監獄に投獄。また、3月15日に札幌分署（元雨竜通り獄舎）から45人が集団逃走する、北海道史上最大の脱獄事件が発生している。 |
| 1886 | 697      | 西川寅吉、3度目の脱獄。すぐに捕まり、空知集治監に投獄。 |
| 1887 | 591      | 西川寅吉、4度目の脱獄。その後捕まり、樺戸監獄に投獄。そして、5度目の脱獄をする。脱獄の際、足の甲に5寸釘が刺さる。 |
| 1888 | 469      | |
| 1889 | 373      | |
| 1890 | 514      | 西川寅吉、捕縛。再び樺戸監獄に投獄される。同年3月、標茶集治監が網走に引っ越して釧路監獄署網走囚徒外役所（現網走刑務所）になるに伴い網走へ移る。その後6度目の脱獄。 渡邊魁、判事に昇任。 |
| 1891 | 324      | 渡邊魁、捕縛される。 |
| 1892 | 268      | |
| 1893 | 127      | |
| 1894 | 128      | |
| 1895 | 91       | |
| 1896 | 79       | |
| 1897 | 68       | 西川寅吉、捕縛。その後、脱獄せず模範囚として服役する。なお、服役していた刑務所は、網走監獄（1903年）、網走刑務所（1922年）と施設名称が西川の服役中に2回変更されている。 |
| 1898 | 71       | |
| 1899 | 39       | |
| 1900 | 57       | |
| 1901 | 61       | |
| 1902 | 101      | |
| 1903 | 99       | |
| 1904 | 93       | 2月23日に網走監獄から長期囚17人が集団で脱獄。 |
| 1905 | 69       | |
| 1906 | 87       | |
| 1907 | 79       | 白鳥由栄誕生。 |
| 1908 | 87       | 監獄法制定。 |
| 1909 | 98       | |
| 1910 | 55       | |
| 1911 | 86       | |
| 1912 | 52       | |
| 1913 | 16       | |
| 1914 | 18       | |
| 1915 | 10       | |
| 1916 | 14       | |
| 1917 | 12       | |
| 1918 | 13       | |
| 1919 | 16       | |
| 1920 | 14       | |
| 1921 | 9        | |
| 1922 | 16       | 渡邊魁死去。 |
| 1923 | 390      | この年、関東大震災時の横浜刑務所において、24時間以内に刑務所または警察署に出頭することを条件に解放命令が出された。 第25回日本帝国司法省行刑統計年報の57ページより逃走人員は374人となっているが、この人員は24時間以内に出頭できなかった人数と推測され、通常の脱獄とは事情が異なることに注意を要する。 |
| 1924 | 21       | 西川寅吉仮釈放。 |
| 1925 | 11       | |
| 1926 | 15       | |

出典：
大日本帝国内務省統計報告は内務省、司法省監獄局統計年報は司法省監獄局、日本帝国司法省行刑統計年報は司法省行刑局、犯罪白書は法務省が出版している。
- 第2回大日本帝国内務省統計報告＞監獄＞既決監出入人員:1882～1886年
- 第7回大日本帝国内務省統計報告＞監獄＞囚人ノ出入:1887年
- 第8回大日本帝国内務省統計報告＞監獄＞囚人ノ出入:1888～1892年
- 第13回大日本帝国内務省統計報告＞監獄＞囚人ノ出入:1893～1897年
- 第5回司法省監獄局統計年報＞受刑者＞第一一　囚人ノ出入:1898～1903年
- 第10回司法省監獄局統計年報＞受刑者＞第四九　囚人ノ出入:1904～1908年
- 第13回司法省監獄局統計年報＞受刑者＞第三九　受刑者ノ出入:1909～1911年
- 第18回日本帝国司法省行刑統計年報＞受刑者＞第五一　受刑者ノ出入:1912～1916年
- 第23回日本帝国司法省行刑統計年報＞受刑者＞30.受刑者ノ出入:1917～1920年
- 第27回日本帝国司法省行刑統計年報＞5.受刑者＞18.受刑者ノ出入:1920～1925年
- 平成元年犯罪白書＞付表＞第14表　受刑者の出所事由別人員(昭和元年～63年):1926年

### 昭和時代
| 年   | 脱獄人数 | 備考 |
| ---- | -------- | --- |
| 1926 | 15       | |
| 1927 | 19       | |
| 1928 | 3        | |
| 1929 | 11       | |
| 1930 | 15       | |
| 1931 | 6        | |
| 1932 | 8        | |
| 1933 | 8        | 白鳥由栄、仲間と共に強盗殺人をする。 |
| 1934 | 7        | 行刑累進処遇令(昭和8年司法省令第35号)施行 |
| 1935 | 20       | 白鳥由栄、拷問によって仲間が殺したにもかかわらず、自分が殺したと自白させられる。 |
| 1936 | 4        | 白鳥由栄、青森刑務所から脱獄（1回目） |
| 1937 | 8        | 泉水博（ダッカ日航機ハイジャック事件釈放要求対象メンバーの一人）誕生 |
| 1938 | 16       | |
| 1939 | 18       | |
| 1940 | 31       | |
| 1941 | 23       | 西川寅吉死去 |
| 1942 | 30       | 白鳥由栄、秋田刑務所から脱獄（2回目） |
| 1943 | 62       | |
| 1944 | 104      | 白鳥由栄、網走刑務所から脱獄（3回目） |
| 1945 | 541      | |
| 1946 | 391      | 7月7日の神戸刑務所で刑事被告人49人（日本人31人・朝鮮人18人）が集団で逃走をし、29人を逮捕。極度の過剰拘禁と凶悪収容者の激増が原因。 |
| 1947 | 505      | 白鳥由栄、札幌刑務所から脱獄（4回目）。特警隊リーダーの即日仮釈放を刑務所所長に拒否されたことをきっかけに発生した静岡刑務所暴動脱獄事件により静岡刑務所から特警隊リーダーを含む9人が集団脱獄したが、数日のうちに逮捕。また、脱獄前にモチを数時間かけてついている。この事件をきっかけに戦時中に採用された特警隊制度（刑務官の戦地招集による人手不足を補うために模範囚達に刑務補助[受刑者の見張り等]を行わせる制度）が廃止される。 |
| 1948 | 402      | 白鳥由栄、府中刑務所収監 |
| 1949 | 251      | |
| 1950 | 152      | |
| 1951 | 89       | |
| 1952 | 74       | |
| 1953 | 53       | |
| 1954 | 48       | |
| 1955 | 32       | 栃木雑貨商一家殺害事件の犯人が5月に脱獄し同月に確保され、6月28日に死刑が確定し、11月22日に処刑される。 |
| 1956 | 19       | |
| 1957 | 28       | |
| 1958 | 17       | |
| 1959 | 25       | |
| 1960 | 27       | 泉水博（ダッカ日航機ハイジャック事件釈放要求対象メンバーの一人）、強盗殺人で逮捕。 後に無期懲役の判決を受ける。 |
| 1961 | 24       | 白鳥由栄仮釈放 |
| 1962 | 17       | 1962年6月のアルカトラズ脱獄事件発生 |
| 1963 | 30       | アルカトラズ刑務所閉鎖 |
| 1964 | 22       | |
| 1965 | 14       | |
| 1966 | 12       | |
| 1967 | 9        | |
| 1968 | 9        | |
| 1969 | 17       | |
| 1970 | 13       | |
| 1971 | 7        | |
| 1972 | 9        | |
| 1973 | 4        | |
| 1974 | 3        | |
| 1975 | 6        | クアラルンプール事件発生 |
| 1976 | 6        | |
| 1977 | 8        | ダッカ日航機ハイジャック事件発生 |
| 1978 | 3        | |
| 1979 | 3        | 白鳥由栄死去 |
| 1980 | 2        | |
| 1981 | 4        | |
| 1982 | -        | 1882年以降、初めて刑務所からの脱獄が無かった。 |
| 1983 | 2        | |
| 1984 | 5        | |
| 1985 | 4        | |
| 1986 | 3        | 泉水博（ダッカ日航機ハイジャック事件釈放要求対象メンバーの一人）、フィリピンにて捕まる。 |
| 1987 | 3        | |
| 1988 | -        | |
| 1989 | 3        | |

出典：
犯罪白書は法務省が出版している。
- 平成元年犯罪白書＞付表＞第14表　受刑者の出所事由別人員(昭和元年～63年):1926～1961年
- 令和6年犯罪白書＞第2編　犯罪者の処遇＞第4章　成人矯正＞第2節　刑事施設の収容状況＞4 出所受刑者＞2-4-2-7表　受刑者の出所事由別人員:1962～1989年

### 平成以降
| 年   | 脱獄人数 | 備考 |
| ---- | -------- | --- |
| 1989 | 3        | 強盗強姦罪等で熊本刑務所に服役していた受刑者が逃走し、1年後に逮捕。                                                                           |
| 1990 | 4        | |
| 1991 | 1        | |
| 1992 | -        | |
| 1993 | -        | |
| 1994 | 1        | 松山刑務所から当時29歳の受刑者が脱走。女子大学生を車で連れ去り重傷を負わせて逮捕監禁致傷容疑などで指名手配され、4カ月後に宮崎県で逮捕された。 |
| 1995 | -        | |
| 1996 | 1        | |
| 1997 | -        | |
| 1998 | -        | |
| 1999 | -        | |
| 2000 | -        | |
| 2001 | -        | |
| 2002 | 1        | |
| 2003 | -        | |
| 2004 | -        | |
| 2005 | -        | |
| 2006 | -        | |
| 2007 | 1        | 刑事収容施設法施行。それに伴い、監獄法は刑事施設ニ於ケル刑事被告人ノ収容等ニ関スル法律に改題。                                                |
| 2008 | -        | |
| 2009 | -        | |
| 2010 | -        | |
| 2011 | -        | |
| 2012 | 1        | 広島刑務所中国人受刑者脱獄事件発生 |
| 2013 | 1        | |
| 2014 | -        | |
| 2015 | -        | |
| 2016 | -        | |
| 2017 | -        | |
| 2018 | 1        | 松山刑務所から27歳の男性受刑者が脱走する事件発生                                                                                              |
| 2019 | -        | |
| 2020 | -        | 泉水博死去 |
| 2021 | -        | |
| 2022 | -        | |
| 2023 | -        | |
| 2024 | -        | |

出典：
犯罪白書と矯正統計は法務省が出している。
- 令和6年犯罪白書＞第2編　犯罪者の処遇＞第4章　成人矯正＞第2節　刑事施設の収容状況＞4 出所受刑者＞2-4-2-7表　受刑者の出所事由別人員:1989～2023年
- 2024年矯正統計　24-00-17 施設別　受刑者の入出所事由2024年

## 脱獄の規模
2010年のメキシコでは、大規模なものだけでも3月にマタモロスの刑務所から40人、同年9月にレイノサの刑務所から85人、同年12月にヌエボラレドの刑務所から141人の脱走が報じられている。
1983年のオーストラリア、ニューサウスウェールズ州内では、1年間の脱獄件数が183件に上っていた。脱獄数は、その後減少傾向にあるが、2017年現在でも10件の脱獄が発生している。
1990年代のアメリカ合衆国では、1万4000人を超える脱獄者を記録した年があった。これは軽犯罪者を収容する警備、拘束レベルが非常に緩い刑務所の存在があるため。脱獄者は年々減少傾向にあり、2016年の脱獄者数は2330人。

## 被疑者・被告人・受刑者が脱獄した事件

### 日本
以下に挙げるものは大規模な脱獄事件、大きな事件の被疑者の脱獄事件、マスメディアで大きく取り上げられた脱獄事件などに限られる。
- 1883年（明治16年）3月 - 二日市監獄署（岡山県）で受刑者が放火し、獄舎1棟が全焼、200人が逃走[11]。
- 1885年（明治18年）3月15日 - 札幌分署（元雨竜通り獄舎）から45人が集団逃走（北海道史上最大の脱獄事件）[11]。
- 1897年（明治30年）6月19日 - 広島護送死刑囚脱獄事件
- 1904年（明治37年）2月23日 - 網走監獄から長期囚17人が集団で脱獄[12]。
- 1945年（昭和20年）9月27日 - 名古屋少年匕首殺害事件の被告人が名古屋拘置所から脱獄[23]。同事件は旧刑事訴訟法（公判が開かれないと公訴時効が停止しない）適用事件で、1986年（昭和61年）7月3日を最後に公判期日が指定されず、2001年（平成13年）7月3日に公訴時効が成立[24]。同年より数年前に被告人が韓国に帰国し、日本に再入国する可能性も低いとされたため[24]、旧刑事訴訟法第363条4号に基づき、同年8月14日に名古屋地裁刑事第3部（片山俊雄裁判長）が免訴の判決を言い渡した[23]。
- 1946年（昭和21年）
  - 7月7日 - 神戸刑務所で刑事被告人49人（日本人31人・朝鮮人18人）が集団で逃走、29人を逮捕[15]。極度の過剰拘禁と凶悪収容者の激増が原因[15]。
  - 8月11日 - 大阪拘置所で過剰拘禁[注 1]により暴動が発生し、115人が集団逃走[26]。同日、大阪刑務所第2区へ被告人1,362人を緊急移送し、大阪拘置所堺分禁所となる[26]。このため、大阪刑務所は7,000人超の過剰拘禁状態が続いた[25]。
- 1947年（昭和22年）9月10日 - 静岡刑務所暴動脱獄事件により、静岡刑務所から特警隊リーダーを含む9人が集団脱獄[27]。脱獄した全員が、数日のうちに逮捕。この事件をきっかけに、戦時中に採用された特警隊制度（刑務官の戦地招集による人手不足を補うために模範囚達に刑務補助を行わせる制度）が廃止される[28]。
- 1952年（昭和27年）
  - 6月16日 - 藤本事件の被告人が脱獄。
  - 10月23日 - 西条刑務支所（愛媛県）で死刑判決を受けていた被告人が脱獄[26]。
  - 11月1日 - 宮城刑務所で死刑判決を受けていた被告人が脱獄[26]。
  - 11月29日 - 大阪拘置所から、強盗殺人罪で死刑が確定していた死刑囚が、密かに入手した金切り鋸で鉄格子を切断して脱獄[25]。
- 1953年（昭和28年）2月19日 - 東京拘置所で死刑囚2人が脱獄したが、京都で逮捕された[25]。
- 1954年（昭和29年）11月17日 - 沖縄刑務所（951人収容）で、奄美大島出身の服役者が中心となって851人が暴動を起こし、45人が逃走[29]。5日間にわたり舎房が占拠され、警察官ら600人の応援を得て鎮圧[29]。
- 1955年（昭和30年）5月12日 - 栃木雑貨商一家殺害事件の死刑囚Kが東京拘置所から脱獄、同月21日に栃木県真岡の実家で逮捕[26]。
- 1958年（昭和33年）5月5日 - 新光学院（少年刑務所）[注 2]で少年の対立から乱闘が起き、28人が集団で逃走[29]。
- 1961年（昭和36年）1月21日 - 刑務共済組合学生寮（中野刑務所敷地内）で受刑者2人が、営繕作業中に看守を殺害し、東京都北区王子まで逃走[29]。1人が死刑、1人が無期懲役に処された[29]。
- 1965年（昭和40年）
  - 4月10日 - 広島拘置所尾道拘置支所脱獄事件
  - 9月23日 - 八王子拘置支所[注 3]で死刑を求刑されていた被告人ら3人が脱走、翌朝に全員逮捕[31]。3人は5階雑居房を破り、シーツで作ったロープを用いて降下したが、日本史上最も高所からの逃走記録である[29]。
- 1970年（昭和45年）10月19日 - 岡山刑務所から受刑者が脱走し、元岡山大学法文学部長の娘を人質にして自動車で逃走したが、翌日に逮捕[32]。
- 1971年（昭和46年）8月17日 - 発足直後の喜連川刑務支所（塀・鍵のない開放処遇施設）から模範囚1人が逃走[32]。
- 1980年（昭和55年）7月1日 - 岐阜刑務所から無期懲役刑で服役していた男[注 4]が脱獄[36]。同月3日（脱獄から約40時間後）に静岡県島田市内で逮捕され[37]、同年11月15日に岐阜地裁刑事部（笹本忠男裁判官）で懲役2年（求刑：懲役3年）の実刑判決を言い渡された[38]。
- 1996年（平成8年）2月12日 - 東京拘置所からイラン人7人が集団脱獄。
- 2004年（平成16年）11月13日 - 大牟田4人殺害事件により、強盗殺人罪などで起訴されていた被告人の1人（加害者一家4人のうち、家主である暴力団組長の長男）が福岡地検久留米支部の仮庁舎から脱走し、3時間後に熊本県荒尾市内で身柄確保[39]。この被告人は後に一・二審で死刑判決を受けた後、2011年10月17日に最高裁第一小法廷（白木勇裁判長）で父親である組長とともに上告棄却の判決を受け、先に上告棄却判決を受けた母親（組長の妻）・弟（次男）とともに死刑が確定している[40]。
- 2012年（平成24年）1月11日 - 広島刑務所中国人受刑者脱獄事件
- 2018年（平成30年）
  - 4月8日 - 松山刑務所大井造船作業場から受刑者1人が脱獄（広島県で逮捕）。
  - 8月12日 - 大阪府警富田林警察署から被疑者1人が逃走。
- テロリストによる釈放要求に政府が応じた事件
  - クアラルンプール事件（1975年）[31]
  - ダッカ日航機ハイジャック事件（1977年）[31]

## 脱獄で有名な人物
- ナポレオン3世 - 一揆の扇動で投獄、部下と共に石工職人に変装して脱獄。マスコミに虚実交じりに報道され知名度が上がった。
- フランソワ・ヴィドック - フランス人の犯罪者、軍人、国家警察パリ地区犯罪捜査局の初代局長、世界初の探偵。様々な方法で幾度も脱獄や脱走を行った。
- ヴィトルト・ピレツキ - アウシュヴィッツ収容所に自ら収容され脱出したエージェント
- ジャック・シェパード - 18世紀の泥棒。3度の脱獄に成功し、4度目は阻止され処刑された。
- ジャコモ・カサノヴァ - 18世紀の冒険家・作家。魔術などに興味を持っていたため宗教裁判で有罪となる。のちに脱獄。
- ジョン・デリンジャー - 20世紀のギャング。FBIから「社会の敵ナンバーワン」と認定された。3度の脱獄を行っている。
- フランク・モリスとアングリン兄弟 - 1962年、脱獄不可能とされたアルカトラズ連邦刑務所から脱出したとされる。
- ジョージ・ブレイク - イギリスの外交官であったが、裏でソ連のスパイとして重要な情報を流出させていた。
- パブロ・エスコバル - 麻薬王。1992年、私設刑務所「ラ・カテドラール」から脱走。
- テッド・バンディ - シリアルキラーとして有名。2度の計画的な脱走を行う。
- ホアキン・グスマン(別名:エル・チャポ) - 麻薬王。2001年と2015年に大金を使い脱獄。
- エクアドルの麻薬犯罪組織「ロス・チョネロス」のリーダー - 2024年1月に脱獄。エクアドル治安は急速に悪化する[41]。
- 西川寅吉 - 五寸釘寅吉の異名を持つ、日本で最も多くの脱獄を成し遂げた。
- 白鳥由栄 - 昭和の脱獄王の異名を持つ。脱獄常習犯
- 渡邊魁 - 明治期の人間。脱獄後、偽名を使って裁判官になっていた。
- Alfred Lecki（ドイツ語版） - ドイツの脱獄王（ Ausbrecherkönig ）
- Max Leitner（イタリア語版） - イタリアの脱獄王。1988年から2003年までの間に5回の脱獄を行っている。

### 自伝・映画などの作品で有名になった脱獄した人物
- ルネ・ベルブノワ - 脱獄後に自伝『Dry Guillotine』を出版し、フランス領ギアナ流刑地の閉鎖に貢献した
- アンリ・シャリエール - フランスの小説家、映画俳優、17歳でフランス海軍に入隊。3度の脱獄を経て、自伝小説『パピヨン』を執筆
- スティーヴン・ラッセル ‐ 映画『フィリップ、きみを愛してる!』の主人公のモデル。
- フランク・アバグネイル - 映画『キャッチ・ミー・イフ・ユー・キャン』の主人公のモデル。
- エレウテリオ・サンチェス（英語版） ‐ スペインで殺人の罪で有罪となり、えん罪を主張し何度も脱獄した。獄中で文字を学び法律の学位を取得し回顧録を出版した。回顧録は2部構成の映画『El Lute: Run for Your Life（英語版）』となった。

## 脱獄をテーマにした主な作品

### 映画
- 穴（1960年） - 史実。パリ・サンテ刑務所で1947年に実際に起きた脱獄事件を描いている。脚本と主演に、実際の脱獄犯がそのまま参加している。
- 暴力脱獄（1967年）
- 大脱獄（1970年）
- パピヨン（1973年） -
- 脱走遊戯（1976年） - 千葉真一主演、東映の製作による日本映画。
- ミッドナイト・エクスプレス（1978年） - 史実。
- アルカトラズからの脱出（1979年） - 史実とされている。
- ショーシャンクの空に（1994年）
- ザ・ロック（1996年）
- エグゼクティブ・エクスプレス プリズンブレイク（1998年）
- フィリップ、きみを愛してる!（2009年） - 4度の脱獄に成功したスティーヴン・ラッセルの実話を基にした作品。
- 大脱出（2013年）

### テレビドラマ
- プリズン・ブレイク（2005年 - 2009年）

### 小説
- モンテ・クリスト伯（1844年 - 1846年）
- 破獄（1983年）

### 自伝
- Dry Guillotine（1938年）

### 漫画・アニメ
- ジョジョの奇妙な冒険第六部ストーンオーシャン（1999年 - 2003年）
- ルパン三世 アルカトラズコネクション（2001年）
- 囚人リク（2011年 - 2018年）
- 監獄学園（2011年 - 2018年）

### コンピュータゲーム
- ボンバーマンII（1991年）
- 新・熱血硬派くにおたちの挽歌（1994年）
- ロックマン7 宿命の対決!（1995年）
- ローグギャラクシー（2005年）
- 龍が如く4 伝説を継ぐもの（2010年）
- 龍が如く5 夢、叶えし者（2012年）